# Frederik I van Zweden
Frederik I (Kassel, 17 april 1676 - Stockholm, 25 maart 1751) was van 1720 tot 1751 koning van Zweden en van 1730 tot 1751 landgraaf van Hessen-Kassel. Hij was de derde zoon van Karel van Hessen-Kassel en Maria Anna van Koerland, prinses van Koerland.
In 1700 huwde hij met zijn eerste vrouw Louise Dorothea Sophia van Brandenburg (1680-1705). Zijn tweede vrouw, met wie hij in 1715 huwde, was Ulrike Eleonora van Zweden (1688-1741), een dochter van Karel XI en zuster van de toenmalige heersende Zweedse koning Karel XII.
Volgens sommigen was het een helper van Frederik die het fatale schot afvuurde waaraan zijn zwager, koning Karel XII van Zweden, in 1718 overleed. Na de dood van haar broer Karel liet Ulrike zich snel op een openbare zitting van de Rijksdag te Uddevalla tot nieuwe koningin benoemen. Hiermee sloot ze haar neef Karel Frederik van Holstein-Gottorp, de zoon van haar oudere zus Hedwig Sofia, voor troonopvolging uit. Vanaf het begin wilde Ulrike samen met haar echtgenoot Frederik regeren. Maar de Rijksdag verzette zich tegen deze wens. Desondanks wist Frederik steeds meer politieke invloed te bemachtigen. Toen Ulrike problemen kreeg met enkele senaatsleden, maakte hij handig gebruik van deze strijd en zou hiermee het vertrouwen van deze senatoren winnen. Op 29 februari 1720 deed Ulrike afstand van de troon ten gunste van haar echtgenoot, die als Frederik I de troon besteeg, met de afspraak dat Ulrike opnieuw koningin zou worden als haar man voor haar zou overlijden; Ulrike zou echter tien jaar voor haar echtgenoot overlijden.
Bij de Vrede van Nystad, die op 10 september 1721 gesloten werd, moest Zweden Estland en Lijfland afstaan aan het Tsaardom Rusland en verloor het bijna alle gebieden in Duitsland. Zweden was alzo zijn status van regionale grootmacht kwijt.
Frederik, zonder wettelijke erfgenamen, werd na zijn dood in 1751 in Zweden opgevolgd door Adolf Frederik van Holstein-Gottorp, die in 1743 tot troonopvolger was gekozen. In Hessen-Kassel volgde zijn broer Willem VIII hem op.
Frederik I was de stichter van drie van de moderne Zweedse ridderorden; de Orde van de Serafijnen, de Orde van het Zwaard en de Orde van de Poolster. De Serafijnenmedaille draagt zijn portret.

## Kwartierstaat
| Willem V van Hessen-Kassel (1602-1637) | Willem V van Hessen-Kassel (1602-1637) | Willem V van Hessen-Kassel (1602-1637) | Willem V van Hessen-Kassel (1602-1637) | Willem V van Hessen-Kassel (1602-1637)  | Willem V van Hessen-Kassel (1602-1637)  | Amalia Elisabeth van Hanau-Münzenberg (1602-1651) | Amalia Elisabeth van Hanau-Münzenberg (1602-1651) | Amalia Elisabeth van Hanau-Münzenberg (1602-1651) | Amalia Elisabeth van Hanau-Münzenberg (1602-1651) | Amalia Elisabeth van Hanau-Münzenberg (1602-1651) | Amalia Elisabeth van Hanau-Münzenberg (1602-1651) |                                                |                                                | Georg Willem van Brandenburg (1595-1640) | Georg Willem van Brandenburg (1595-1640) | Georg Willem van Brandenburg (1595-1640)  | Georg Willem van Brandenburg (1595-1640)  | Georg Willem van Brandenburg (1595-1640)  | Georg Willem van Brandenburg (1595-1640)  | Elisabeth Charlotte van de Palts (1597-1660) | Elisabeth Charlotte van de Palts (1597-1660) | Elisabeth Charlotte van de Palts (1597-1660) | Elisabeth Charlotte van de Palts (1597-1660) | Elisabeth Charlotte van de Palts (1597-1660) | Elisabeth Charlotte van de Palts (1597-1660) |                                            |                                            | Willem Kettler (1574-1640)                 | Willem Kettler (1574-1640)                 | Willem Kettler (1574-1640) | Willem Kettler (1574-1640) | Willem Kettler (1574-1640)                | Willem Kettler (1574-1640)                | Sophie van Pruisen (1582-1610)            | Sophie van Pruisen (1582-1610)            | Sophie van Pruisen (1582-1610)            | Sophie van Pruisen (1582-1610)            | Sophie van Pruisen (1582-1610)      | Sophie van Pruisen (1582-1610)      |                                      |                                      | Georg Willem van Brandenburg (1595-1640) | Georg Willem van Brandenburg (1595-1640) | Georg Willem van Brandenburg (1595-1640)     | Georg Willem van Brandenburg (1595-1640)     | Georg Willem van Brandenburg (1595-1640)     | Georg Willem van Brandenburg (1595-1640)     | Elisabeth Charlotte van de Palts (1597-1660) | Elisabeth Charlotte van de Palts (1597-1660) | Elisabeth Charlotte van de Palts (1597-1660) | Elisabeth Charlotte van de Palts (1597-1660) | Elisabeth Charlotte van de Palts (1597-1660) | Elisabeth Charlotte van de Palts (1597-1660) |  |  |  |  |  |  |  |  |  |  |  |  |  |  |  |  |  |  |  |  |  |  |  |  |  |  |  |  |  |  |  |  |  |  |  |  |  |  |  |  |  |  |  |  |  |  |  |  |
| Willem V van Hessen-Kassel (1602-1637) | Willem V van Hessen-Kassel (1602-1637) | Willem V van Hessen-Kassel (1602-1637) | Willem V van Hessen-Kassel (1602-1637) | Willem V van Hessen-Kassel (1602-1637)  | Willem V van Hessen-Kassel (1602-1637)  | Amalia Elisabeth van Hanau-Münzenberg (1602-1651) | Amalia Elisabeth van Hanau-Münzenberg (1602-1651) | Amalia Elisabeth van Hanau-Münzenberg (1602-1651) | Amalia Elisabeth van Hanau-Münzenberg (1602-1651) | Amalia Elisabeth van Hanau-Münzenberg (1602-1651) | Amalia Elisabeth van Hanau-Münzenberg (1602-1651) |                                                |                                                | Georg Willem van Brandenburg (1595-1640) | Georg Willem van Brandenburg (1595-1640) | Georg Willem van Brandenburg (1595-1640)  | Georg Willem van Brandenburg (1595-1640)  | Georg Willem van Brandenburg (1595-1640)  | Georg Willem van Brandenburg (1595-1640)  | Elisabeth Charlotte van de Palts (1597-1660) | Elisabeth Charlotte van de Palts (1597-1660) | Elisabeth Charlotte van de Palts (1597-1660) | Elisabeth Charlotte van de Palts (1597-1660) | Elisabeth Charlotte van de Palts (1597-1660) | Elisabeth Charlotte van de Palts (1597-1660) |                                            |                                            | Willem Kettler (1574-1640)                 | Willem Kettler (1574-1640)                 | Willem Kettler (1574-1640) | Willem Kettler (1574-1640) | Willem Kettler (1574-1640)                | Willem Kettler (1574-1640)                | Sophie van Pruisen (1582-1610)            | Sophie van Pruisen (1582-1610)            | Sophie van Pruisen (1582-1610)            | Sophie van Pruisen (1582-1610)            | Sophie van Pruisen (1582-1610)      | Sophie van Pruisen (1582-1610)      |                                      |                                      | Georg Willem van Brandenburg (1595-1640) | Georg Willem van Brandenburg (1595-1640) | Georg Willem van Brandenburg (1595-1640)     | Georg Willem van Brandenburg (1595-1640)     | Georg Willem van Brandenburg (1595-1640)     | Georg Willem van Brandenburg (1595-1640)     | Elisabeth Charlotte van de Palts (1597-1660) | Elisabeth Charlotte van de Palts (1597-1660) | Elisabeth Charlotte van de Palts (1597-1660) | Elisabeth Charlotte van de Palts (1597-1660) | Elisabeth Charlotte van de Palts (1597-1660) | Elisabeth Charlotte van de Palts (1597-1660) |  |  |  |  |  |  |  |  |  |  |  |  |  |  |  |  |  |  |  |  |  |  |  |  |  |  |  |  |  |  |  |  |  |  |  |  |  |  |  |  |  |  |  |  |  |  |  |  |
|                                        |                                        |                                        |                                        |                                         |                                         |                                                   |                                                   |                                                   |                                                   |                                                   |                                                   |                                                |                                                |                                          |                                          |                                           |                                           |                                           |                                           |                                              |                                              |                                              |                                              |                                              |                                              |                                            |                                            |                                            |                                            |                            |                            |                                           |                                           |                                           |                                           |                                           |                                           |                                     |                                     |                                      |                                      |                                          |                                          |                                              |                                              |                                              |                                              |                                              |                                              |                                              |                                              |                                              |                                              |  |  |  |  |  |  |  |  |  |  |  |  |  |  |  |  |  |  |  |  |  |  |  |  |  |  |  |  |  |  |  |  |  |  |  |  |  |  |  |  |  |  |  |  |  |  |  |  |
|                                        |                                        |                                        |                                        | Willem VI van Hessen-Kassel (1629-1663) | Willem VI van Hessen-Kassel (1629-1663) | Willem VI van Hessen-Kassel (1629-1663)           | Willem VI van Hessen-Kassel (1629-1663)           | Willem VI van Hessen-Kassel (1629-1663)           | Willem VI van Hessen-Kassel (1629-1663)           |                                                   |                                                   |                                                |                                                |                                          |                                          | Hedwig Sophie van Brandenburg (1623-1683) | Hedwig Sophie van Brandenburg (1623-1683) | Hedwig Sophie van Brandenburg (1623-1683) | Hedwig Sophie van Brandenburg (1623-1683) | Hedwig Sophie van Brandenburg (1623-1683)    | Hedwig Sophie van Brandenburg (1623-1683)    |                                              |                                              |                                              |                                              |                                            |                                            |                                            |                                            |                            |                            | Jacob Kettler (1610-1682)                 | Jacob Kettler (1610-1682)                 | Jacob Kettler (1610-1682)                 | Jacob Kettler (1610-1682)                 | Jacob Kettler (1610-1682)                 | Jacob Kettler (1610-1682)                 |                                     |                                     |                                      |                                      |                                          |                                          | Louise Charlotte van Brandenburg (1617-1676) | Louise Charlotte van Brandenburg (1617-1676) | Louise Charlotte van Brandenburg (1617-1676) | Louise Charlotte van Brandenburg (1617-1676) | Louise Charlotte van Brandenburg (1617-1676) | Louise Charlotte van Brandenburg (1617-1676) |                                              |                                              |                                              |                                              |  |  |  |  |  |  |  |  |  |  |  |  |  |  |  |  |  |  |  |  |  |  |  |  |  |  |  |  |  |  |  |  |  |  |  |  |  |  |  |  |  |  |  |  |  |  |  |  |
|                                        |                                        |                                        |                                        | Willem VI van Hessen-Kassel (1629-1663) | Willem VI van Hessen-Kassel (1629-1663) | Willem VI van Hessen-Kassel (1629-1663)           | Willem VI van Hessen-Kassel (1629-1663)           | Willem VI van Hessen-Kassel (1629-1663)           | Willem VI van Hessen-Kassel (1629-1663)           |                                                   |                                                   |                                                |                                                |                                          |                                          | Hedwig Sophie van Brandenburg (1623-1683) | Hedwig Sophie van Brandenburg (1623-1683) | Hedwig Sophie van Brandenburg (1623-1683) | Hedwig Sophie van Brandenburg (1623-1683) | Hedwig Sophie van Brandenburg (1623-1683)    | Hedwig Sophie van Brandenburg (1623-1683)    |                                              |                                              |                                              |                                              |                                            |                                            |                                            |                                            |                            |                            | Jacob Kettler (1610-1682)                 | Jacob Kettler (1610-1682)                 | Jacob Kettler (1610-1682)                 | Jacob Kettler (1610-1682)                 | Jacob Kettler (1610-1682)                 | Jacob Kettler (1610-1682)                 |                                     |                                     |                                      |                                      |                                          |                                          | Louise Charlotte van Brandenburg (1617-1676) | Louise Charlotte van Brandenburg (1617-1676) | Louise Charlotte van Brandenburg (1617-1676) | Louise Charlotte van Brandenburg (1617-1676) | Louise Charlotte van Brandenburg (1617-1676) | Louise Charlotte van Brandenburg (1617-1676) |                                              |                                              |                                              |                                              |  |  |  |  |  |  |  |  |  |  |  |  |  |  |  |  |  |  |  |  |  |  |  |  |  |  |  |  |  |  |  |  |  |  |  |  |  |  |  |  |  |  |  |  |  |  |  |  |
|                                        |                                        |                                        |                                        |                                         |                                         |                                                   |                                                   |                                                   |                                                   | Karel van Hessen-Kassel (1654-1730)               | Karel van Hessen-Kassel (1654-1730)               | Karel van Hessen-Kassel (1654-1730)            | Karel van Hessen-Kassel (1654-1730)            | Karel van Hessen-Kassel (1654-1730)      | Karel van Hessen-Kassel (1654-1730)      |                                           |                                           |                                           |                                           |                                              |                                              |                                              |                                              |                                              |                                              |                                            |                                            |                                            |                                            |                            |                            |                                           |                                           |                                           |                                           |                                           |                                           | Maria Anna van Koerland (1653–1711) | Maria Anna van Koerland (1653–1711) | Maria Anna van Koerland (1653–1711)  | Maria Anna van Koerland (1653–1711)  | Maria Anna van Koerland (1653–1711)      | Maria Anna van Koerland (1653–1711)      |                                              |                                              |                                              |                                              |                                              |                                              |                                              |                                              |                                              |                                              |  |  |  |  |  |  |  |  |  |  |  |  |  |  |  |  |  |  |  |  |  |  |  |  |  |  |  |  |  |  |  |  |  |  |  |  |  |  |  |  |  |  |  |  |  |  |  |  |
|                                        |                                        |                                        |                                        |                                         |                                         |                                                   |                                                   |                                                   |                                                   | Karel van Hessen-Kassel (1654-1730)               | Karel van Hessen-Kassel (1654-1730)               | Karel van Hessen-Kassel (1654-1730)            | Karel van Hessen-Kassel (1654-1730)            | Karel van Hessen-Kassel (1654-1730)      | Karel van Hessen-Kassel (1654-1730)      |                                           |                                           |                                           |                                           |                                              |                                              |                                              |                                              |                                              |                                              |                                            |                                            |                                            |                                            |                            |                            |                                           |                                           |                                           |                                           |                                           |                                           | Maria Anna van Koerland (1653–1711) | Maria Anna van Koerland (1653–1711) | Maria Anna van Koerland (1653–1711)  | Maria Anna van Koerland (1653–1711)  | Maria Anna van Koerland (1653–1711)      | Maria Anna van Koerland (1653–1711)      |                                              |                                              |                                              |                                              |                                              |                                              |                                              |                                              |                                              |                                              |  |  |  |  |  |  |  |  |  |  |  |  |  |  |  |  |  |  |  |  |  |  |  |  |  |  |  |  |  |  |  |  |  |  |  |  |  |  |  |  |  |  |  |  |  |  |  |  |
|                                        |                                        |                                        |                                        |                                         |                                         |                                                   |                                                   |                                                   |                                                   |                                                   |                                                   |                                                |                                                |                                          |                                          |                                           |                                           |                                           |                                           |                                              |                                              |                                              |                                              |                                              |                                              |                                            |                                            |                                            |                                            |                            |                            |                                           |                                           |                                           |                                           |                                           |                                           |                                     |                                     |                                      |                                      |                                          |                                          |                                              |                                              |                                              |                                              |                                              |                                              |                                              |                                              |                                              |                                              |  |  |  |  |  |  |  |  |  |  |  |  |  |  |  |  |  |  |  |  |  |  |  |  |  |  |  |  |  |  |  |  |  |  |  |  |  |  |  |  |  |  |  |  |  |  |  |  |
|                                        |                                        |                                        |                                        |                                         |                                         |                                                   |                                                   |                                                   |                                                   |                                                   |                                                   |                                                |                                                |                                          |                                          |                                           |                                           |                                           |                                           |                                              |                                              |                                              |                                              |                                              |                                              |                                            |                                            |                                            |                                            |                            |                            |                                           |                                           |                                           |                                           |                                           |                                           |                                     |                                     |                                      |                                      |                                          |                                          |                                              |                                              |                                              |                                              |                                              |                                              |                                              |                                              |                                              |                                              |  |  |  |  |  |  |  |  |  |  |  |  |  |  |  |  |  |  |  |  |  |  |  |  |  |  |  |  |  |  |  |  |  |  |  |  |  |  |  |  |  |  |  |  |  |  |  |  |
| Frederik I van Zweden (1676-1751)      | Frederik I van Zweden (1676-1751)      | Frederik I van Zweden (1676-1751)      | Frederik I van Zweden (1676-1751)      | Frederik I van Zweden (1676-1751)       | Frederik I van Zweden (1676-1751)       |                                                   |                                                   | Sophie Charlotte van Hessen-Kassel (1678–1749)    | Sophie Charlotte van Hessen-Kassel (1678–1749)    | Sophie Charlotte van Hessen-Kassel (1678–1749)    | Sophie Charlotte van Hessen-Kassel (1678–1749)    | Sophie Charlotte van Hessen-Kassel (1678–1749) | Sophie Charlotte van Hessen-Kassel (1678–1749) |                                          |                                          | Willem VIII van Hessen-Kassel (1682-1760) | Willem VIII van Hessen-Kassel (1682-1760) | Willem VIII van Hessen-Kassel (1682-1760) | Willem VIII van Hessen-Kassel (1682-1760) | Willem VIII van Hessen-Kassel (1682-1760)    | Willem VIII van Hessen-Kassel (1682-1760)    |                                              |                                              | Maria Louise van Hessen-Kassel (1688-1765)   | Maria Louise van Hessen-Kassel (1688-1765)   | Maria Louise van Hessen-Kassel (1688-1765) | Maria Louise van Hessen-Kassel (1688-1765) | Maria Louise van Hessen-Kassel (1688-1765) | Maria Louise van Hessen-Kassel (1688-1765) |                            |                            | Maximiliaan van Hessen-Kassel (1689-1753) | Maximiliaan van Hessen-Kassel (1689-1753) | Maximiliaan van Hessen-Kassel (1689-1753) | Maximiliaan van Hessen-Kassel (1689-1753) | Maximiliaan van Hessen-Kassel (1689-1753) | Maximiliaan van Hessen-Kassel (1689-1753) |                                     |                                     | George van Hessen-Kassel (1691–1755) | George van Hessen-Kassel (1691–1755) | George van Hessen-Kassel (1691–1755)     | George van Hessen-Kassel (1691–1755)     | George van Hessen-Kassel (1691–1755)         | George van Hessen-Kassel (1691–1755)         |                                              |                                              | ... + 2 zusters en 6 broers                  | ... + 2 zusters en 6 broers                  | ... + 2 zusters en 6 broers                  | ... + 2 zusters en 6 broers                  | ... + 2 zusters en 6 broers                  | ... + 2 zusters en 6 broers                  |  |  |  |  |  |  |  |  |  |  |  |  |  |  |  |  |  |  |  |  |  |  |  |  |  |  |  |  |  |  |  |  |  |  |  |  |  |  |  |  |  |  |  |  |  |  |  |  |

Erik VI · Olaf II · Anund Jacob · Emund · Stenkil · Erik VII · Erik VIII · Halsten · Haakon · Inge I · Sven · Erik Årsäll · Filips · Inge II · Ragnvald · Magnus · Sverker I · Erik IX · Karel VII · Knoet I · Sverker II · Erik X · Johan I · Erik XI · Knoet II · Waldemar I · Magnus I · Birger I · Magnus II · Albrecht · Margaretha · Erik XIII · Christoffel · Karel VIII · Christiaan I · Johan II · Christiaan II · Gustaaf I · Erik XIV · Johan III · Sigismund · Karel IX · Gustaaf II Adolf · Christina · Karel X Gustaaf · Karel XI · Karel XII · Ulrike Eleonora · Frederik · Adolf Frederik · Gustaaf III · Gustaaf IV Adolf · Karel XIII · Karel XIV Johan · Oscar I · Karel XV · Oscar II · Gustaaf V · Gustaaf VI Adolf · Carl Gustaf XVI
- Bibliothèque nationale de France: cb160921191 (data)
- Biografisch Portaal: 10010273
- Gemeinsame Normdatei: 118535803
- International Standard Name Identifier: 0000 0000 5122 3205
- KulturNav: 757617e9-a27d-4191-9175-61351f23e992
- Library of Congress Control Number: n82080190
- Nationale Bibliotheek van Polen: a0000002884987
- Nederlandse Thesaurus van Auteursnamen: 270291695
- LIBRIS: 226940
- Système universitaire de documentation: 094349746
- Museum of New Zealand Te Papa Tongarewa: 68728
- Union List of Artist Names: 500353644
- Virtual International Authority File: 32787969
- WorldCat: E39PBJpPx9cMGfwP3dFbCjRMyd